# Betsi Rivas
Betsi Rivas (n. San Carlos, Estado Cojedes; 2 de octubre de 1986) fue una deportista venezolana de la especialidad de halterofilia que obtuvo medalla de plata en Medellín 2010, además de obtener un Diploma Olímpico en los Juegos Olímpicos de Londres 2012 al obtener el octavo lugar.

## Trayectoria
La trayectoria deportiva de Betsi Rivas se identifica por su participación en los siguientes eventos nacionales e internacionales:

### Juegos Suramericanos
Fue reconocido su triunfo de sobrepasar la marca en los Juegos en 48 kg Mujeres con una marca de 163.0 en los juegos de Medellín 2010.

#### Juegos Suramericanos de Medellín 2010
Su desempeño en la novena edición de los juegos, se identificó por obtener un total de una medalla:

- , Medalla de plata: Libre 51 kg Mujeres

### Juegos Olímpicos

#### Juegos Olímpicos de Londres 2012
El desempeño de Rivas en los XXX Juegos Olímpicos de Londres 2012 sobresalió al obtener el primer diploma de Venezuela en esta cita, al quedar en la 8.ª posición en la categoría 48 kg y estableciendo un registro nacional en el total con 168 kg.